# Acontias gracilicauda
Acontias gracilicauda är en ödleart som beskrevs av Essex 1925. Acontias gracilicauda ingår i släktet Acontias och familjen skinkar. IUCN kategoriserar arten globalt som livskraftig.
Arten förekommer med två från varandra skilda populationer i västra och centrala Sydafrika. Honor lägger inga ägg utan föder levande ungar.

## Underarter
Arten delas in i följande underarter:
- A. g. gracilicauda
- A. g. namaquensis